# Olympische Winterspiele 2006/Skilanglauf – Team-Sprint (Frauen)
Der Team-Sprint der Frauen im Skilanglauf bei den Olympischen Winterspielen 2006 wurde am 14. Februar 2006 in Pragelato ausgetragen. Gelaufen wurde in der Klassischen Technik. Olympiasieger wurde das schwedische Duo Anna Dahlberg / Lina Andersson vor dem kanadischen und dem finnischen Team.

## Daten
- Datum: 14. Februar 2006
- Streckenlänge: 1145 m
- Höhenunterschied: 16 m
- Maximalanstieg: 16 m
- Totalanstieg: 37 m
- 32 Teilnehmer aus 16 Ländern

## Ergebnisse
- Q – Qualifikation für die nächste Runde

### Halbfinale

#### Lauf 1
| Rang | Land       | Sportler                                       | Zeit (min) | Anmerkungen |
| ---- | ---------- | ---------------------------------------------- | ---------- | ----------- |
| 1    | Finnland   | Aino-Kaisa Saarinen Virpi Kuitunen             | 17:16,8    | Q           |
| 2    | Kanada     | Sara Renner Beckie Scott                       | 17:19,3    | Q           |
| 3    | Italien    | Arianna Follis Gabriella Paruzzi               | 17:32,6    | Q           |
| 4    | Japan      | Madoka Natsumi Nobuko Fukuda                   | 17:33,1    | Q           |
| 5    | Kasachstan | Oxana Jazkaja Jelena Kolomina                  | 17:36,3    | Q           |
| 6    | Frankreich | Élodie Bourgeois-Pin Aurélie Perrillat-Collomb | 17:54,5    |             |
| 7    | Slowenien  | Vesna Fabjan Maja Benedičič                    | 18:53,5    |             |
| 8    | Ukraine    | Maryna Malets Tetjana Sawalij                  | 19:14,3    |             |

#### Lauf 2
| Rang | Land                | Sportler                            | Zeit (min) | Anmerkungen |
| ---- | ------------------- | ----------------------------------- | ---------- | ----------- |
| 1    | Norwegen            | Ella Gjømle Marit Bjørgen           | 17:14,4    | Q           |
| 2    | Russland            | Olga Rotschewa Aljona Sidko         | 17:32,3    | Q           |
| 3    | Schweden            | Anna Dahlberg Lina Andersson        | 17:33,5    | Q           |
| 4    | Deutschland         | Evi Sachenbacher-Stehle Viola Bauer | 17:34,7    | Q           |
| 5    | Vereinigte Staaten  | Wendy Wagner Kikkan Randall         | 17:51,4    | Q           |
| 6    | Tschechien          | Helena Erbenová Kamila Rajdlová     | 18:11,6    |             |
| 7    | Volksrepublik China | Wang Chunli Jiang Chunli            | 18:18,4    |             |
| 8    | Estland             | Piret Pormeister Kaili Sirge        | 19:13,6    |             |

### Finale
| Rang | Land               | Sportler                            | Zeit (min) | Rückstand |
| ---- | ------------------ | ----------------------------------- | ---------- | --------- |
| 1    | Schweden           | Anna Dahlberg Lina Andersson        | 16:36,9    | —         |
| 2    | Kanada             | Sara Renner Beckie Scott            | 16:37,5    | +0,6      |
| 3    | Finnland           | Aino-Kaisa Saarinen Virpi Kuitunen  | 16:39,2    | +2,3      |
| 4    | Norwegen           | Ella Gjømle Marit Bjørgen           | 16:48,1    | +11,2     |
| 5    | Deutschland        | Evi Sachenbacher-Stehle Viola Bauer | 17:03,5    | +26,6     |
| 6    | Russland           | Olga Rotschewa Aljona Sidko         | 17:08,5    | +31,6     |
| 7    | Italien            | Arianna Follis Gabriella Paruzzi    | 17:24,8    | +47,9     |
| 8    | Japan              | Madoka Natsumi Nobuko Fukuda        | 17:27,6    | +50,7     |
| 9    | Kasachstan         | Oxana Jazkaja Jelena Kolomina       | 17:42,8    | +1:05,9   |
| 10   | Vereinigte Staaten | Wendy Wagner Kikkan Randall         | 18:06,9    | +1:30,0   |